# Oreochromis chungruruensis
Oreochromis chungruruensis là một loài cá thuộc họ Cichlidae. Nó là loài đặc hữu của Tanzania.